# FM Triac
FM Triac es una emisora de radio argentina.

## Historia
En el año 1970 comenzaba sus transmisiones radiales Mario Ferrarese en amplitud modulada (1660 kHz), desde su casa natal frente a la Plaza central en la ciudad de Hurlingham, pleno centro de la zona noroeste del Gran Buenos Aires, constituyéndose en el primer antecedente nacional de las luego llamadas radios alternativas y una de las primeras del mundo. Hasta agosto de 1976 la emisora continúa ininterrumpidamente sus transmisiones locales, pero dadas las condiciones políticas imperantes, debe suspenderlas hasta diciembre de 1983, fecha en que retorna a la actividad.
A partir de 1986, dada la posibilidad legal que permite el funcionamiento de este tipo de emisoras, la radio toma el nombre de FM Triac y comienza a emitir programación musical en frecuencia modulada, con una calidad de sonido y recepción inusuales para lo conocido en esa época. Además, la radio pone en el aire una propuesta artística desconocida hasta el momento, lo que la distinguiría del resto de las señales y la  caracterizaría hasta nuestros días. Por todo lo expuesto, sin dudas FM Triac ha marcado un profundo rumbo en la comunicación alternativa del país.
A fines de 1993 y luego de conocer la zona de Traslasierra, comienza a gestarse el proyecto de instalarse en ese lugar. En 1996 se define el perfil y la estrategia a seguir para emplazar la emisora y se empieza con los primeros estudios de mercado para evaluar la respuesta del público a este tipo de propuesta radial.
A finales de 1997, se determina el lugar físico para emplazamiento y se inician los trabajos de montaje[cita requerida]. En septiembre de 1998 finalmente, se da inició a las transmisiones de FM triac, y a la vez coincidiendo con el 12° aniversario de su similar en Buenos Aires.[cita requerida]
Por último, en junio de 2002, el COMFER (Comité Federal de Radiodifusión) otorga la licencia por 25 años bajo la sigla LRJ 908, siendo FM Triac una de las 5 emisoras autorizadas oficialmente a transmitir en Traslasierra.